# السباتنة (أسلم)

تعديل مصدري - تعديل

السباتنة هي إحدى قرى عزلة أسلم اليمن بمديرية أسلم التابعة لمحافظة حجة، بلغ تعداد سكانها 67 نسمة حسب تعداد اليمن لعام 2004.